# جغرافیای نیکاراگوئه

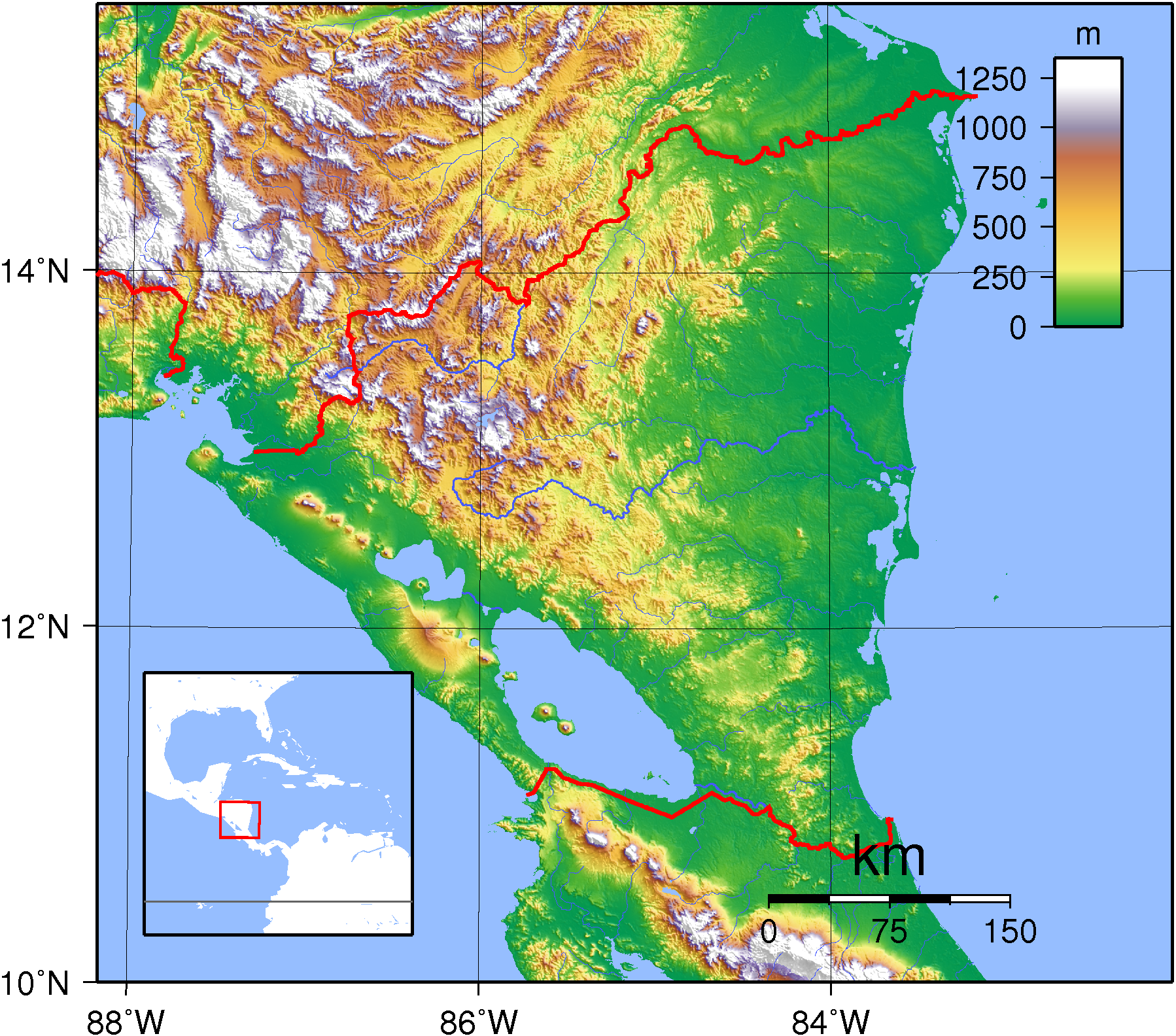
نقشه ناهمواری‌های نیکاراگوئه

نیکاراگوئه کشوری در آمریکای مرکزی است که هم‌مرز با دریای کارائیب و هم اقیانوس آرام شمالی، بین کاستاریکا و هندوراس است. نیکاراگوئه بزرگترین کشور در آمریکای مرکزی برحسب کیلومتر مربع است.
نیکاراگوئه به مساحت ۱۳۰٬۳۷۰ کیلومتر مربع (۱۱۹٫۹۹۰ کیلومتر مربع آن مساحت زمین) است و شامل اقلیم‌ها و زمین‌های متنوعی است. جغرافیای فیزیکی این کشور آن را به سه منطقه اصلی تقسیم می‌کند: دشت‌های اقیانوس آرام، ارتفاعات مرکزی مرطوب و سردتر و دشت‌های کارائیب.
نزدیک به ۸ درصد از خاک نیکاراگوئه به عنوان پارک ملی و ذخایر زیستی محافظت می‌شود. این کشور در جنوب با کاستاریکا، در شمال با هندوراس و در شرق با دریای کارائیب هم‌مرز است.

## محیط
نیکاراگوئه در معرض زمین لرزه‌های ویرانگر، آتشفشان‌ها، رانش زمین و گاهی توفان‌های شدید قرار دارد. در حال حاضر با جنگل‌زدایی، فرسایش خاک و آلودگی آب مواجه است. این کشور عضو چارچوب پیمان‌نامه سازمان ملل در تغییر اقلیم، پروتکل تغییرات آب و هوا- کیوتو، ممنوعیت آزمایش هسته‌ای و حفاظت از لایه اوزون است و حقوق دریاها را امضا کرده اما تصویب نکرده است.

## دشت‌های پست کرانه اقیانوس آرام

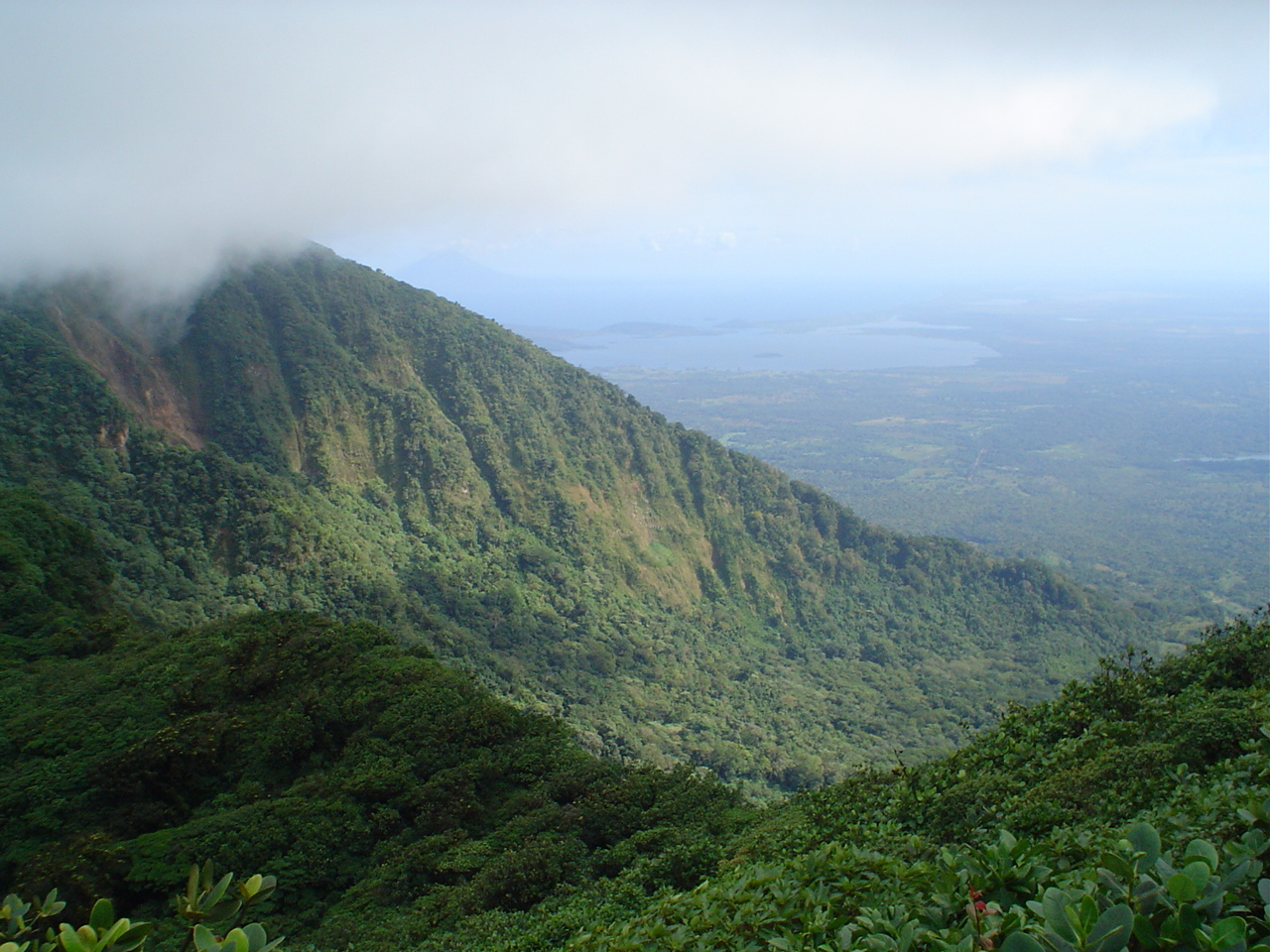
پارک ملی مومباچو

این منطقه در غرب کشور قرار گرفته و شامل یک دشت وسیع، گرم و لم یزرع است. چندین آتش فشان بزرگ متعلق به رشته کوه‌های ماریبیوس این دشت را قطع می‌کنند، که شامل مومباکو بیرون از گراندا و موموتومبو در نزدیکی لئون می‌شود. منطقه دشت‌های پست از خلیج فونسکا شروع می‌شود و امتداد آن تا مرز اقیانوسی نیکاراگوئه با کاستاریکا در جنوب دریاچه نیکاراگوئه می‌رسد. این منطقه بیشترین جمعیت را در خود جای داده‌است. نزدیک به ۲۰ درصد جمعیت کشور در، پایتخت؛ یعنی ماناگوآ یا اطراف آن زندگی می‌کنند که در سواحل جنوبی دریاچه ماناگوآ قرار گرفته‌است.
دشت‌های اقیانوسی، علاوه بر ساحل و تفریح‌گاه‌هایش، همچنین دارای بخش بزرگی از میراث دوران استعمار نیکاراگوئه توسط اسپانیا می‌باشد. معماری و صنایع دستی مربوط به دوران استعمار در شهرهایی از قبیل گرانادا، و لئون به وفور یافت می‌شود.

## منطقه مرکزی
ناحیه‌ای بلند، دور از ساحل اقیانوس آرام است که هوای آن سردتر از دشت‌های اقیانوس آرام است. تقریباً یک‌چهارم کشاورزی این کشور در این منطقه انجام می‌شود و در قسمت‌هایی که شیب بلندتری دارند قهوه رشد می‌کند. درخت بلوط، کاج، خزه، سرخس و ثعلب در جنگل‌های انبوه منطقه به وفور یافت می‌شود.
پرندگانی که در منطقه مرکزی زندگی می‌کنند شامل درازدامن درخشان، سهره طلایی، مرغ مگس، جیجاق، و توکان است.

## دشت‌های ساحل اقیانوس آرام
این منطقه جنگل استوایی که رودهای بزرگ زیادی از آن می‌گذرد، سکنه بسیار اندک و پراکنده‌ای دارد. ری یو کوکو (هندوراس/ نیکاراگوئه) نقطه مرزی این منطقه با هندوراس است. خط ساحلی کارائیب بسیار پر پیچ و تاب‌تر از هم نوع سابق صاف و هموار خود در اقیانوس آرام است. مرداب‌ها و دلتاها آن را بسیار ناهموار ساخته‌است.
ساحل شرقی استوایی نیکاراگوئه از دیگر مناطق این کشور بسیار متفاوت است. آب و هوای منطقه معمولاً استوایی است.